# ウィザードリィ 囚われし魂の迷宮
『ウィザードリィ 囚われし魂の迷宮』（ウィザードリィ とらわれしたましいのめいきゅう）は、2009年12月9日にアクワイアからPlayStation 3用ソフトとしてPlayStation Storeから配信されたコンピュータRPG。2011年7月29日にiPhone向けに移植版が発売されている。2015年12月3日にPlayStation Vita版が、2020年1月16日にはSteamおよびGOG.comでMicrosoft Windows版がそれぞれ配信開始された。

## 概要
ダンジョンRPGの古典的名作である『ウィザードリィ』のブランド再生計画である「ウィザードリィルネサンス」の第1弾となるタイトルである。ゲームシステムはシリーズ第1作に近いスタイルだが、種族ごとのストーリーの導入、ダウンロードコンテンツの配信といった新要素も存在する。
メインイラストは末弥純、キャラクターデザインは隼優紀、テーマ曲は伊藤賢治が担当する。

## 販売方法
PS3版では一部値段改訂が行われており、それらには旧価格と現在価格を表記する。
Wizardry 囚われし魂の迷宮 体験版 - 無料
製品版と同日配信。試練の迷宮1階のみ探索可能、ここで獲得したアイテム、所持金、経験値は製品版に持ち越すことができる。
Wizardry 囚われし魂の迷宮 製品版 - PS3：2000円→1600円 iPhone：1200円
作品の本編、試練の迷宮5階までとシーインの迷宮を探索できるようになる。なお、PS3版の全トロフィーの取得はこのパックのみで獲得可能。
試練の迷宮 全開放 - PS3：500円→400円 iPhone：450円
試練の迷宮の6階以降をプレーできるようになる。難易度は本編と同等からやや高い程度。
Wizardry 修道女の赤き影 PS3：800円→600円 iPhone：500円
本編の後に位置づけられる追加シナリオとシーイン最深部が解放される。また、同時にレベル上限が50から99に上昇する。当然難易度は高い。
Wizardry フルパック PS3：3000円→2400円 iPhone：2000円
製品版、試練の迷宮解放キー、修道女の赤き影、キャラメイクのボーナスを上げる「成長の実」1個（100円相当）がセットになったパック。ただし、これらのうちどれかを買ってしまうと購入できなくなる。
Wizardry 囚われし魂の迷宮/Wizardry Labyrinth of Lost Souls - Windows：1520円(Steam)/ $14.99(GOG.com)
全てのストーリーDLCが同梱され、また無料DLCとして「成長の実」が一度だけダウンロード可能となっている。Steam/GOG.comどちらも同じものであり、設定で英語版と日本語を切り替え可能
他にも冒険を役立てる武器・防具・道具などが個別に販売（価格は性能により50円 - 500円）されている。
また、PS3のパッケージソフト『ウィザードリィ ツインパック』および『ウィザードリィ パーフェクトパック』にも本作のフルパック相当が収録されており、前者には「オーディンソード」や「生贄の札」などのダウンロード配信されているアイテムが最初から倉庫に配備、後者にはダンジョン「残魂の迷宮」が追加されている。

## システム

### 種族
キャラクターメイキングは人間、ドワーフ、エルフ、ノーム、ポークル（従来のシリーズのホビットに相当）の5種族から行うことができる。それぞれ特性があり、伸びやすいステータスや特定の職業への就かせやすさが変わる。
人間
平均的なステータスを持つ。どの職業でも遜色ない力を発揮できる。
エルフ
呪文系ステータスが高い。僧侶や司祭など後衛系向け。
ドワーフ
HP、攻撃力が高いが、意外にも回復系能力も高い。君主向け。
ノーム
エルフより呪文系ステータスが高いが、HPが低いのがネック。同様に後衛向け。
ポークル
素早さと運が高い。盗賊・忍者向け。

### 職業
職業は戦士、魔術士、僧侶、盗賊、侍、君主（旧名ロード）、司祭（旧名ビショップ）、忍者の8種類から選択できる。職業ごとにスキルが設定されており、レベルアップで解禁される。
戦士
剣の扱いに長けた職業、装備もある程度頑丈なものが使える。
トリックアタック
1ターン「集中」することで、それ以降のターンで使用することができる。敵1グループに3回攻撃することができる。

魔術士
魔法の扱いに長けた職業、攻撃系呪文がそろっている魔術士系呪文を全て習得できる。
マジックブースト
トリックアタック同様「集中」の必要がある。魔法の威力が増した状態で攻撃することができる。

僧侶
回復呪文の扱いに長けた職業、回復・援護系呪文がそろっている僧侶系呪文を全て習得できる。
ターンアンデッド
アンデッド系モンスターを消滅させることができる。ただし、獲得できる経験値は半減する。

盗賊
罠解除に長けた職業。
盗賊スキル
鍵つき扉の開錠、宝箱の罠判別・解除ができる。
バックスタッブ
1ターン隠れ、次のターンで敵の死角から大ダメージを与え、お金もある程度奪うことができる。敵に見つからない限り何回でも可能。

侍
圧倒的な攻撃力で敵を葬り去る上級職。魔術師系呪文を習得可能。
轟激刃紋ノ陣
威力は下がるが、敵1グループすべてに攻撃。

君主
高い体力を誇る上級職。僧侶系呪文を習得可能。
ヒュージシールド
そのターンの敵の単体攻撃から全て身代わりになる。使用中はアーマークラスも減少し、敵の攻撃を回避しやすくなる。

司祭
あらゆる魔術に長けた上級職。すべての呪文を習得可能。
マジックウォール
敵の攻撃を複数回無効化させるバリアを張る。

忍者
目にもとまらぬ素早さで敵を瞬殺する上級職。忍者のみの装備も多い。
盗賊スキル
盗賊と同様、ただし、やや弱体化している。
見切り
一定レベルごとに回避率上昇。ただし、防具をつけていると減少。
暗殺
バックスタッブと似ているが、攻撃力上昇値が高い上、一定確率で即死の効果もある。お金は奪うことができない。

### シナリオ
各キャラクター（5種族×男女の10人）ごとにシナリオが設定されており、全トロフィーの取得には最低でも10回攻略する必要がある。ただし、一部を除きシナリオの本筋は共通している。また、他の主人公を別の主人公のパーティに編入することもできるが、他のパーティに入っている場合はその主人公のシナリオプレーはできない。無論、ロストした場合はその主人公のデータもロストされる。
データは共通しており、所持金、所持アイテム、倉庫に預けたアイテム、マッピング達成率は全データで共通となっている。そのため、2周目以降のプレーは1周目よりも迅速なプレーをすることができる。
今作ではファミリーコンピュータ版などで用いられていたオートセーブは採用されておらず、戦闘中・イベント中を除くダンジョン内のどこでもセーブが可能となっている。またボタン同時押しによるソフトリセット（タイトル画面まで戻る）が実装されていることにより、この機能を利用することで死亡・ロストの危険性が従来作品より抑えることができる。
レベルアップに関しては従来の宿屋宿泊によるレベルアップから一般的なRPG同様経験値が貯まり次第即レベルアップとなった。それに伴い宿屋宿泊による時間経過・年齢・老衰によるロストなども削除されている。また、寺院でお布施を行うことで1G=1EXPとして経験値に変換することが出来る点や、各モンスターにレベルが存在する点、術者の職業とレベル、装備によって大幅に呪文の威力が変動する点、職業による固有のスキルなど、エンパイアシリーズやエクスシリーズといった日本産のウィザードリィ派生作品の要素も取り込んでいる。なお、レベルの上限は初期状態50、追加シナリオ購入で99までとなる。

## ダンジョン
試練の迷宮
地下10階まであるダンジョン。ただし、体験版では地下1階、製品版では地下5階までとなっており、全解放キーを購入することで最下層まで挑戦可能となる。
序盤のエリアでは初心者の手ならしとなっており難易度も低いが、解放キー以降の地下6階以降は急激に難易度が上昇するダンジョンとなっている。
なお、このダンジョンの構造はウィザードリィ第1作『狂王の試練場』（Apple II版）のオマージュとなっている。
シーインの迷宮
城の地下に造られた地下10階建てのダンジョン。メインストーリーはこのダンジョンを中心に展開する。
シーイン最深部
シーインの迷宮よりさらに下層にあるダンジョン。難易度は本編クリア者向けとなっており、その強さは地下1階から一切の容赦が無い。地下6階建て。
残魂の迷宮
『ウィザードリィ パーフェクトパック』のみに存在する超高難度ダンジョン。本編ストーリーとは全く無関係であるが、Lv99程度のモンスターが徘徊するきわめて危険な場所となっている。

## 登場人物

### メインキャラクター
クリス（ヒューマン・男）
声 - 新垣樽助
本名・クリスチャン・フォード。元貴族、没落した家を建て直すため自分の力で再興を目指す男。貴族に似合わぬ熱血派。
オデッタ（ヒューマン・女）
声 - 浅川悠
中流階級の大家族で育った女性。上流階級になるため冒険を始める。身なりは派手だが計算高い。
バーン（エルフ・男）
声 - 細谷佳正
魔法学院の特待生。フィールドワークのついでとして冒険を行っている。クールな性格だが好きな物には目が無い。
リンド（エルフ・女）
声 - 小野涼子
エルフの森から魔法学院に来たものの、生活費に困窮し日銭を稼ぐため冒険を行っている。明るいムードメーカー。
エルノ（ノーム・男）
声 - 中村俊洋
ビショップになるために魔法学院に入学、自分で学費を捻出するため冒険を行う。時々考えごとでうわの空になることも。
ディア（ノーム・女）
声 - 清水愛
神学校を好成績で卒業、ビショップを目指すため聖歌隊を蹴って冒険を行う。おっとりな天然系。
ペグマ（ドワーフ・男）
声 - 大塚明夫
戦いで家族を失い、心機一転として貴金属細工の店の開店資金を稼ぐため冒険を行う。見た目は強そうだが、本当はおとなしい性格。
ニア（ドワーフ・女）
声 - 佐藤利奈
ドワーフに女は無く、自分が作られた人造人間だという説を解明するため冒険を行う。好奇心旺盛でいつも笑顔を絶やさない。
ボリス（ポークル・男）
声 - 山戸めぐみ
姉妹たちにこき使われ家出し、男なんだから世界を見てこいと言われて冒険を始めた。女兄弟だったため女性が苦手。
アッシュ（ポークル・女）
声 - 浅井清己
流行病で家族を失い孤児院に預けられ、孤児院を飛び出したところをパーティーに拾われる。無口な性格。

### サブキャラクター
クラウス
声 - 森田順平
ディメント6世に仕える侍従長。常に丁寧かつ冷静に王や冒険者に助言する。
シスターサマンサ
声 - 佐藤奏美
神に仕える修道女。プレイヤーをやさしくいたわってくれる。追加シナリオではキーマンとなる。
オークリー・アイアンハンド
声 - 納谷六朗
道具屋の店主。珍しいものや怪しいものには目が無く、時折変人扱いされることも。
宿屋のマリア
声 - 織部ゆかり
宿屋の女将。ときおりおっちょこちょいな一面をのぞかせる。
酒場のブーザー
声 - 楠見尚己
酒場のマスター。どんな冒険者でも気さくに接してくれる。
シーイン
声 - 細野雅世
迷宮にて登場する謎の美女。その正体はシナリオを進めていくと明らかになる。
ディメント5世
声 - 秋元羊介
前国王。ある目的のため迷宮に入り、そのまま行方不明になったと言われる。
ディメント6世
声 - 石井真
若き現国王。迷宮の謎を解明するため冒険者にお触れを出す。
大臣グレゴール
声 - 小形満
ディメント6世に仕える大臣。ヤギのような顔が特徴。ディメント6世に表面上は尽くしているように見える。

## 評価
ライターのロコモコ大山は「ファミ通App」に寄せたAndroid版のレビュー記事の中で、PS3版を完全移植しただけあって美麗なグラフィックが表現されていると評価しつつも、ダンジョン内を移動する際にどこをタップすべきかわからなくなったと指摘している。